# Hilmar Fuß
Hilmar Fuß (* 9. September 1943) war Fußballspieler beim SC Aufbau Magdeburg, bei dem er 1962/1963 zum Aufgebot der Oberligamannschaft gehörte. Fuß ist zweifacher Fußball-Juniorennationalspieler der DDR.

## Leben und Wirken
In der Fußballsaison 1961/62 war Fuß Mitglied der Juniorenmannschaft des SC Aufbau Magdeburg. Anfang 1962 wurde er in den Kader der DDR-Juniorennationalmannschaft aufgenommen. Am 25. Januar 1962 bestritt er sein erstes Länderspiel mit den DDR-Junioren. Beim 0:0 gegen Österreich in Halle (Saale) wurde er als halbrechter Stürmer eingesetzt. Als Rechtsaußenstürmer wurde er in seinem zweiten Juniorenländerspiel Jugoslawien – DDR (1:1) am 16. Mai 1962 in Belgrad eingesetzt. Zur Saison 1962/63 wurde er zusammen mit Günter Baltrusch in die Oberligamannschaft des SC Aufbau aufgenommen. Er musste aber bis zum 21. April 1963 warten, ehe er am drittletzten Spieltag in der Oberliga zum Einsatz kam. In der Begegnung Motor Zwickau – SC Aufbau (3:0) spielte er anstelle des nicht einsatzbereiten Günter Hirschmann auf der Position des halblinken Stürmers. Es blieb das einzige Oberligaspiel seiner Fußball-Laufbahn.